# Венгерская рапсодия № 6
Венгерская рапсодия № 6 ре-бемоль мажор — шестая из девятнадцати «Венгерских рапсодий», написанных Ференцем Листом. Произведение посвящено графу Антуану де Аппоньи и состоит из лашшу и фриша, как и большинство других рапсодий композитора. Существует оркестровая версия пьесы (S. 359/3), созданная Листом в соавторстве со Францем Доплером. Главные темы рапсодии взяты из сборника венгерских народных песен, изданного в 1843 году Йожефом Сердахейи и Бени Эгреши.

## Структура
Произведение условно можно поделить на четыре основных раздела:
- Вступление (Tempo giusto)
- Скерцо (Presto)
- Лашшу (Andante)
- Фриш (Allegro)

Первая часть рапсодии представляет собой вступление маршевого характера (Tempo giusto), в котором левая рука играет ровную басовую партию, состоящую из аккордов в ре-бемоль мажоре. Мелодия первой части после повторения заканчивается длинной каденцией, играющейся в основном на чёрных клавишах. Вторая часть (Presto) написана в до-диез мажоре (тональность, энгармонически равная ре-бемоль мажору) и имеет живой синкопированный ритм. Лашшу в си-бемоль миноре исполняется медленно, в стиле импровизации, и заканчивается пассажем, ведущим к фришу (Allegro) в си-бемоль мажоре, изображающему звучание цимбал. Мелодия, состоящая из октав, написана шестнадцатыми нотами, что требует от пианиста быстроты исполнения. Заключительная часть пьесы заканчивается октавными ходами в виде хроматических гамм, движущихся в разных руках в противоположных направлениях. Рапсодия завершается торжественными аккордами.